# Saltino
Saltino is een plaats (frazione) in de Italiaanse gemeente Prignano sulla Secchia.